# Englands counties
Englands counties er en territorial opdeling af administrative, politiske eller geografiske årsager. Mange nuværende counties har rødder i ældre opdelinger, så som de angelsaksiske kongedømmer. Ordet county betød oprindelig et område, som tidligere eller nominelt administreredes af en greve, dvs. på dansk sammenligneligt med et grevskab. Det kompliceres af, at adelsrangen count i Storbritannien normalt erstattes af den ældre saksiske rang earl (jarl). En earls hustru har dog rangen countess (grevinde).
Disse områders navne, grænser og funktioner har ændret sig betragteligt i moderne tid. Siden det 19. århundrede har reformer af de lokale styreformer gjort den præcise definition tvetydig. Englands counties refererer derfor ikke til unikke kanoniske navne eller grænser; i formel brug angives der eksplicit hvilken form for county, der er tale om.

## Historiske counties
Disse counties er blandt andre kendt som de 39 historiske (historic), gamle (ancient) eller traditionelle (traditional) counties.  Systemet blev oprindelig kaldt shires (svarende ca til det danske herred) og opstod i kongedømmet Wessex formentlig i det 7. århundrede med udbredelse til resten af landet i de 9., 10. og 11. århundreder.  Med tiden blev de historiske counties en geografisk referenceramme.  I 1841 ophørte brugen af dem i forbindelse med folketællinger.  De fleste historiske counties er fortsat del af lokalstyrets struktur, ofte med ændrede grænser.  De anvendes stadig i visse sammenhænge, eksempelvis i cricketsporten.

## Registration counties
Registration counties fandtes fra 1851 til 1930 og blev anvendt ved folketællingsrapportering fra 1851 til 1911.  De blev dannet ved at kombinere mindre registration districts oprindelig baseret på municipal boroughs (kommunale bydele), poor law unions (fattiglovsunioner) og senere sanitary districts (sanitetsdistrikter).  Hvor disse distrikter krydsede historiske grænser, afveg registration counties fra de historiske counties' grænser.

## 1889 til 1974
Ved slutningen af det 19. århundrede steg presset for at få reformeret styreformen og countyområderne.  En grænsedragningskommission blev nedsat i 1887, for at gennemgå alle couties i England og Wales, og det følgende år lå der forslag til en lokalstyrelov i det britiske parlament.
Loven Local Government Act 1888 oprettede folkevalgte countyråd (county council) i England i 1889, som overtog mange administrative funktioner fra kvartalsforsamlingerne (Quarter Sessions courts), foruden at de fik andre beføjelser i årenes løb.  County of London blev dannet af dele af Kent, Middlesex og Surrey.  Counties var inddelt i administrative counties (det område, som et countyråd kontrollerede) og uafhængige county boroughs.  Teknisk var hver county borough i sig selv et administrativt county, mens en række counties blev opdelt i mere end et administrativt county; det var Cambridgeshire, Hampshire, Lincolnshire, Northamptonshire, Suffolk, Sussex og Yorkshire. 
De counties, som blev anvendt til andet end lokalstyre som lieutenancy (nærmest et statholderskab), ændredes også, og var enten et enkelt administrativt county eller en samling af administrative counties og "tilknyttede" county boroughs.  Den eneste undtagelse var City of London, der county corporate beholdt sit separate lieutenancy.  I lovgivning efter 1888 refererer den ikke-uddybede brug af udtrykket "county" til disse enheder, selv om det uformelle udtryk "geographical county" (geografisk county) også blev anvendt for at skelne dem fra administrative counties.  De blev også vist på Ordnance Surveys landmålingskort under begge navne og svarer til de moderne "ceremonielle counties". 
Der var betydelige grænseændringer mellem counties, med udveksling af områder og annektering af forstadsområder fra et county til et andets county boroughs.  En større justering fulgte i 1931, hvor grænserne mellem Gloucestershire, Warwickshire og Worcestershire blev ændret jævnfør loven Provisional Order Confirmation (Gloucestershire, Warwickshire and Worcestershire) Act, der overførte 26 parishes (sogne) mellem de tre counties, primært for at fjerne eksklaver.
Local Government Boundary Commission (kommissionen vedrørende lokalstyregrænser) blev etableret i 1945 med myndighed til at sammenlægge, oprette eller opdele alle eksisterende administrative counties og county boroughs.  Hvis kommissionens anbefalinger var blevet ført ud i livet, ville Englands couties have set helt anderledes ud.  I stedet blev arbejdet opgivet efter valget i 1950.
I 1957 blev Royal Commission on Local Government in Greater London (den konglige kommission vedrørende lokalstyre i Storlondon) og i 1958 Local Government Commission for England (kommissionen vedrørende lokalstyre i England) nedsat med det formål, at komme med anbefalinger til nye strukturer for lokalstyret.  Kommissionernes vigtigste resultater fulgte i 1965: Det oprindelige County of London blev afskaffet og erstattet af det administrative område Greater London med de fleste tilbageværende dele af Middlesex samt dele af Surrey, Kent, Essex og Hertfordshire; Huntingdonshire blev slået sammen med Soke of Peterborough under navnet Huntingdon and Peterborough, og det oprindelige administrative county Cambridgeshire blev slået sammen med Isle of Ely (historisk den nordlige del af Cambridgeshire, omkring Ely) under navnet Cambridgeshire and the Isle of Ely.

## Ændringer i 1974
Den 1. april 1974 trådte loven Local Government Act 1972 (lokalstyreloven af 1972) i kraft.  Loven afskaffede de eksisterende lokalstyrestrukturer i England og Wales (bortset fra Greater London) til fordel for et rent to-niveausystem.  Den afskaffede de tidligere administrative counties og county boroughs (men ikke de tidligere ikke-administrative "counties") og oprettede 46 nye "counties" i England, hvoraf seks var metropolitan counties og 40 var non-metropolitan counties (også kendt som shire counties).
Nogle af de counties, der blev oprettet som følge af loven, var helt nye: Avon, Cleveland, Cumbria, Hereford and Worcester og Humberside. Sammen med de nye metropolitan counties Greater Manchester, Merseyside, South Yorkshire, Tyne and Wear, West Midlands og West Yorkshire.  Cumberland, Herefordshire, Rutland, Westmorland og Worcestershire forsvandt fra det administrative kort sammen med alle county boroughs.
Afskaffelsen af county boroughs medførte, at det blev unødvendigt at skelne mellem lieutenancy counties og administrative counties.  Paragraf 216 i loven indførte de nye counties til ceremonielle og juridiske formål.
En yderligere lokalstyrereform in 1990'erne grupperede counties i regioner, oprettede mange små enhedlige myndigheder med status på countyniveau (i praksis, men ikke af navn, genetablering af de gamle county boroughs) og genoprettede Herefordshire, Rutland og Worcestershire som administrative enheder.
Der er nu 81 enheder på countyniveau uden for Greater London.  Heraf 33 såkaldte shire counties (non-metropolitan counties) med både countyråd samt district- og boroughråd, og 40 er enhedlige myndigheder.  Seks er metropolitan counties.  De resterende to counties er Berkshire og Bedfordshire, hvis countyråd både er afskaffet og hvis districts og boroughs er blevet enhedlige myndigheder.

## Ceremonielle counties efter 1996
På grund af lokalstyrereformerne i 1990'erne, er den skelnen – mellem counties anvendt til lokalstyre og counties anvendt til lieutenancy, som blev afskaffet i 1974 – blevet genoplivet under et nyt begreb: ceremonielt (ceremonial) county.  De fleste enhedlige myndigheder forblev knyttet til det samme county hvad angår lieutenancy, og i nogle få områder blev de gamle ceremonielle counties genindført (Bristol, East Riding of Yorkshire, Herefordshire, Rutland, Worcestershire).
De kendes også som geografiske (geographical) counties og anvendes generelt til at beskrive et steds beliggenhed i England.  De tages også i betragtning af grænsekommissionen, når de for eksempel etablerer valgkredse.

## Postale counties
De tidligere postale (postal) counties, som blev anvendt af Royal Mail, er ikke længere nødvendige i adresseangivelser.  Royal Mails postal counties indeholdt de fleste af ændringerne fra 1974, men anvendte ikke Greater Manchester eller Greater London.  Officiel anvendelse ophørte i 1996, men postal counties anvendes stadig i vid udstrækning.  I områder hvor postal counties ikke falder sammen med administrative grænser, særligt i Greater London, har det medført udbredt forvirring om i hvilket "county", et givent område befinder sig.